# Inkoustová vlajka

Inkoustová vlajka
Poměr stran: 8:11

Inkoustová vlajka (hebrejsky: דֶגֶל הַדְיוֹ, degel ha-djo) připomíná události z konce první arabsko-izraelské války a symbolizuje vítězství Izraelských obranných sil v Ejlatu.
5. března 1949 byla zahájena operace Uvda, které se zúčastnily brigády Negev a Golani. O pět dní později dorazily izraelské jednotky do Um Rašraš západně od Akaby (biblický Elat) a dobyly jej bez boje. Poté zde vztyčily ručně vyrobenou vlajku malovanou inkoustem a zabraly tak Um Rašraš, dnešní Ejlat, pro Izrael.
Vlajka je v podstatě stejná jako současná izraelská vlajka s tím rozdílem, že Davidova hvězda má výplň a není namalovaná linkami.

## Galerie

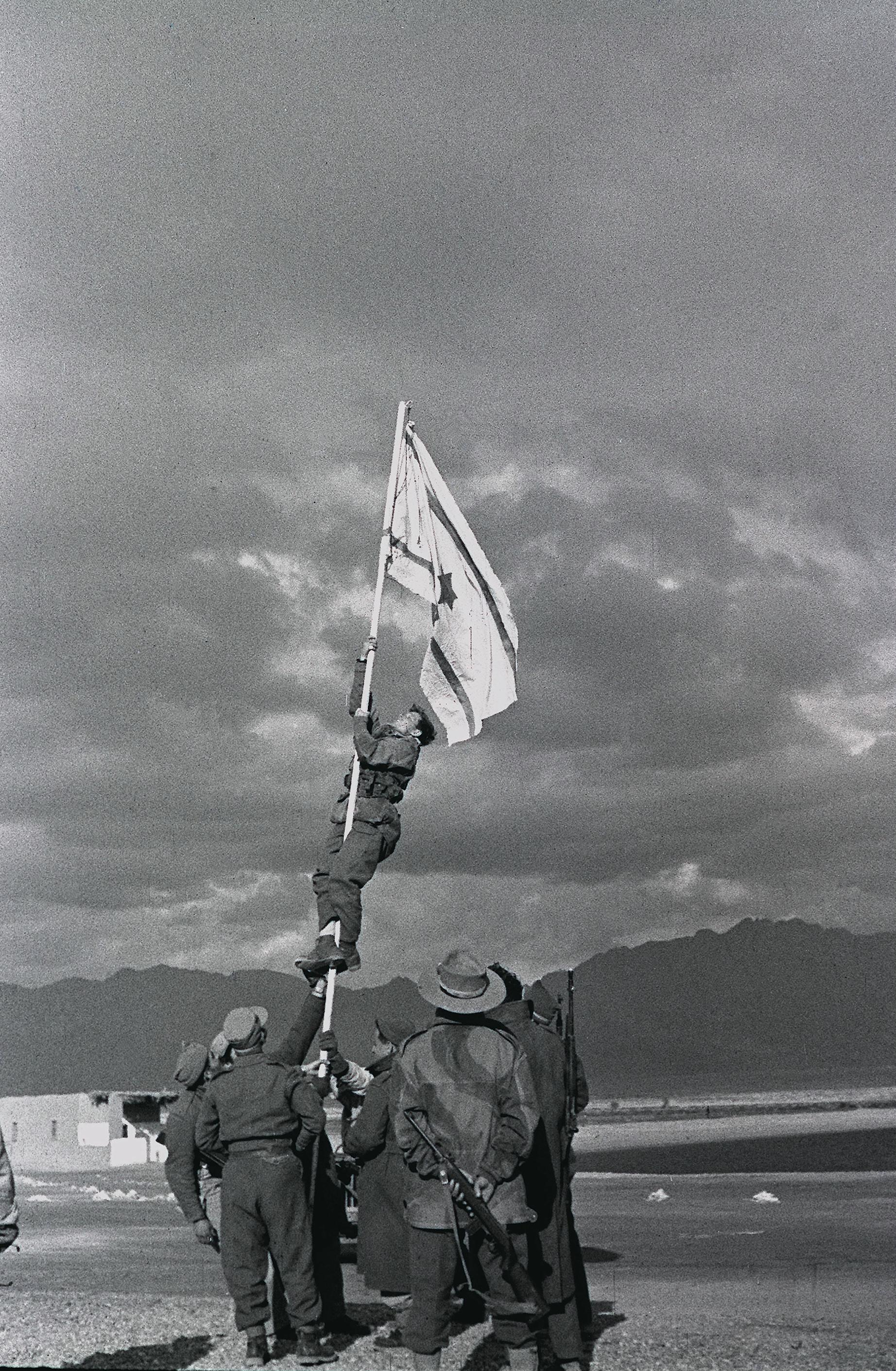
Vztyčení inkoustové vlajky
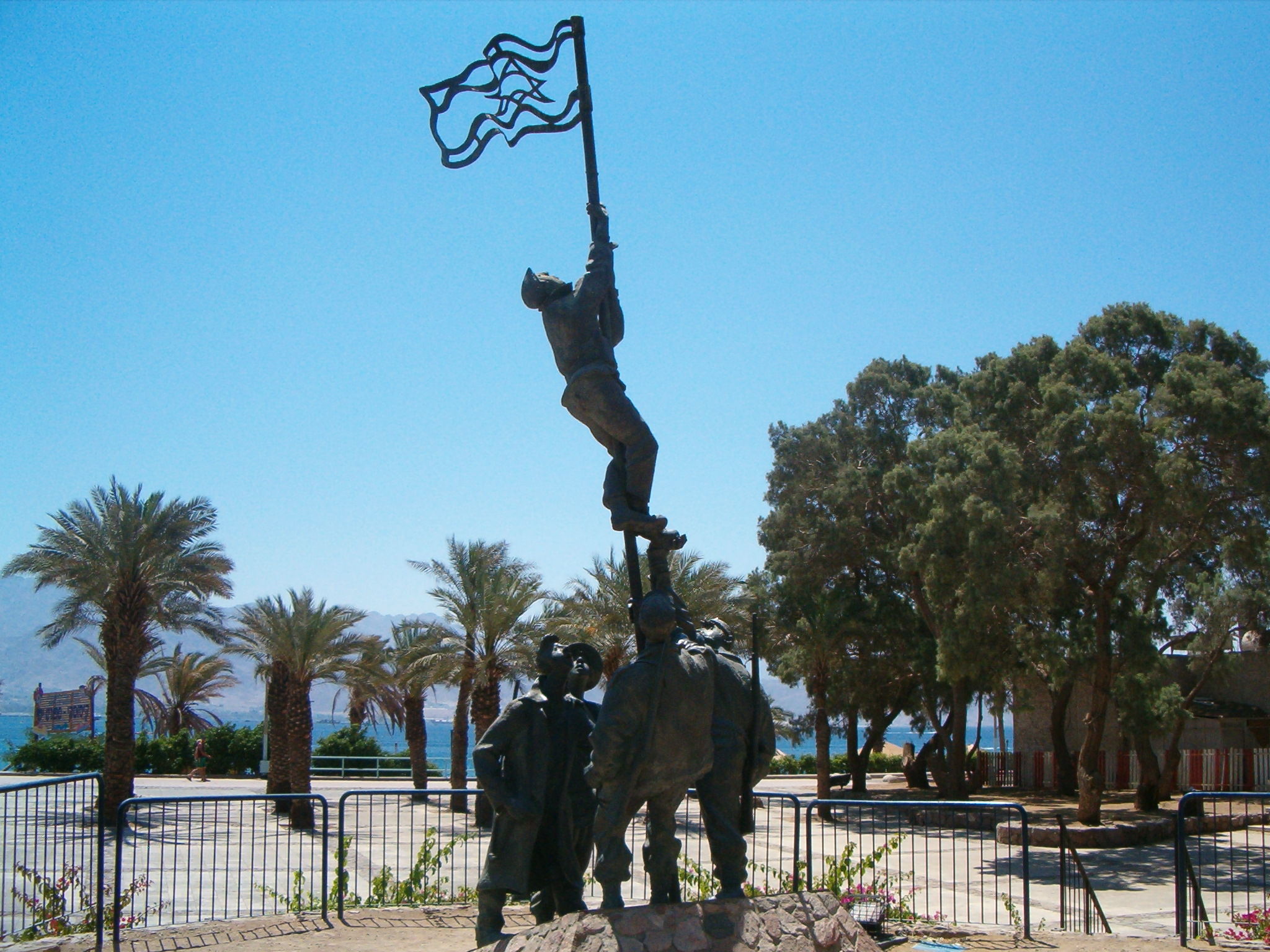
Socha připomínající vztyčení vlajky
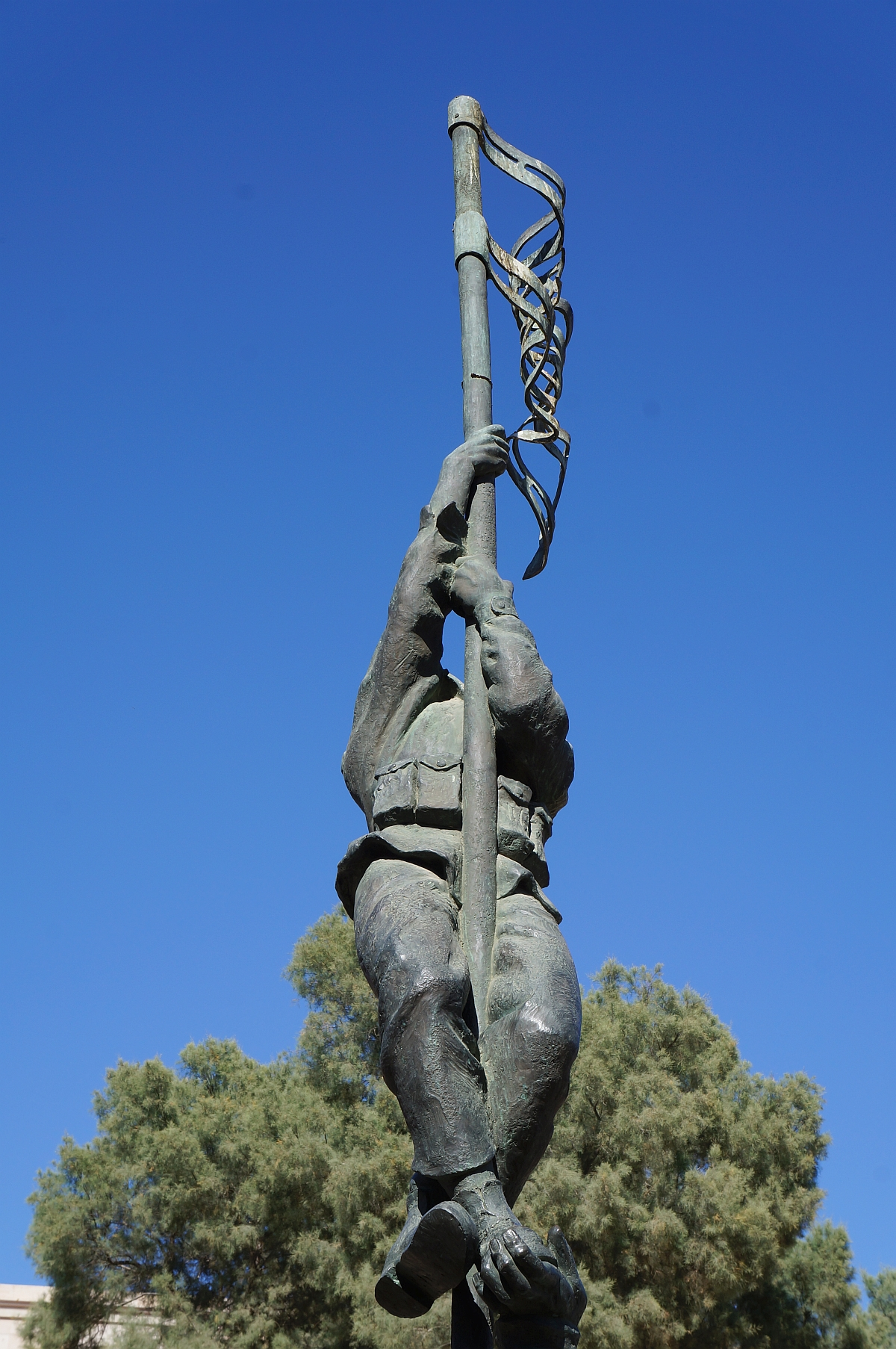
Detail sochy připomínající vztyčení vlajky